# Retiro, Buenos Aires

Retiro är en barrio eller stadsdel i Buenos Aires, Argentina. Retiro ligger i den nordöstra delen av staden och gränsar i söder till Puerto Madero och San Nicolás, och i väster till Recoleta.
Retiro är en av de största transportknutpunkterna i Argentina och är hemvist för många exklusiva butiker och bostadsområden. Lokal- och långdistanstågtrafik norrut utgår från Estación Retiro (Retiro-tågterminalen). En stor långdistansbussterminal (Terminal de Ómnibus) ligger också intill stationen, linje C  och linje E i Buenos Aires tunnelbana och många lokala kollektivtrafikbussar. Detta område kryllar alltid av pendlare och trafik på vardagar.

## Bilder

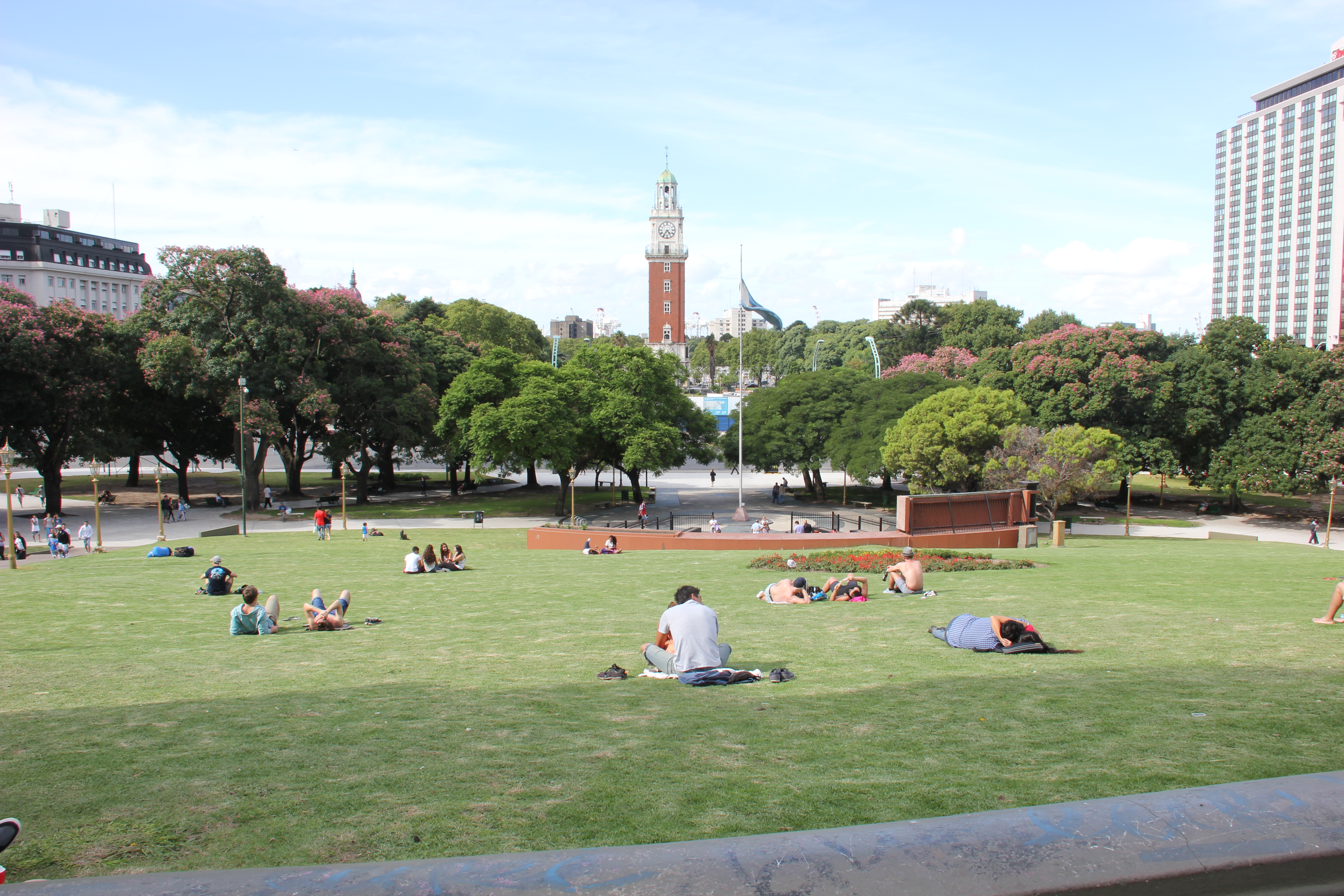
Torre Monumental vid Plaza San Martín
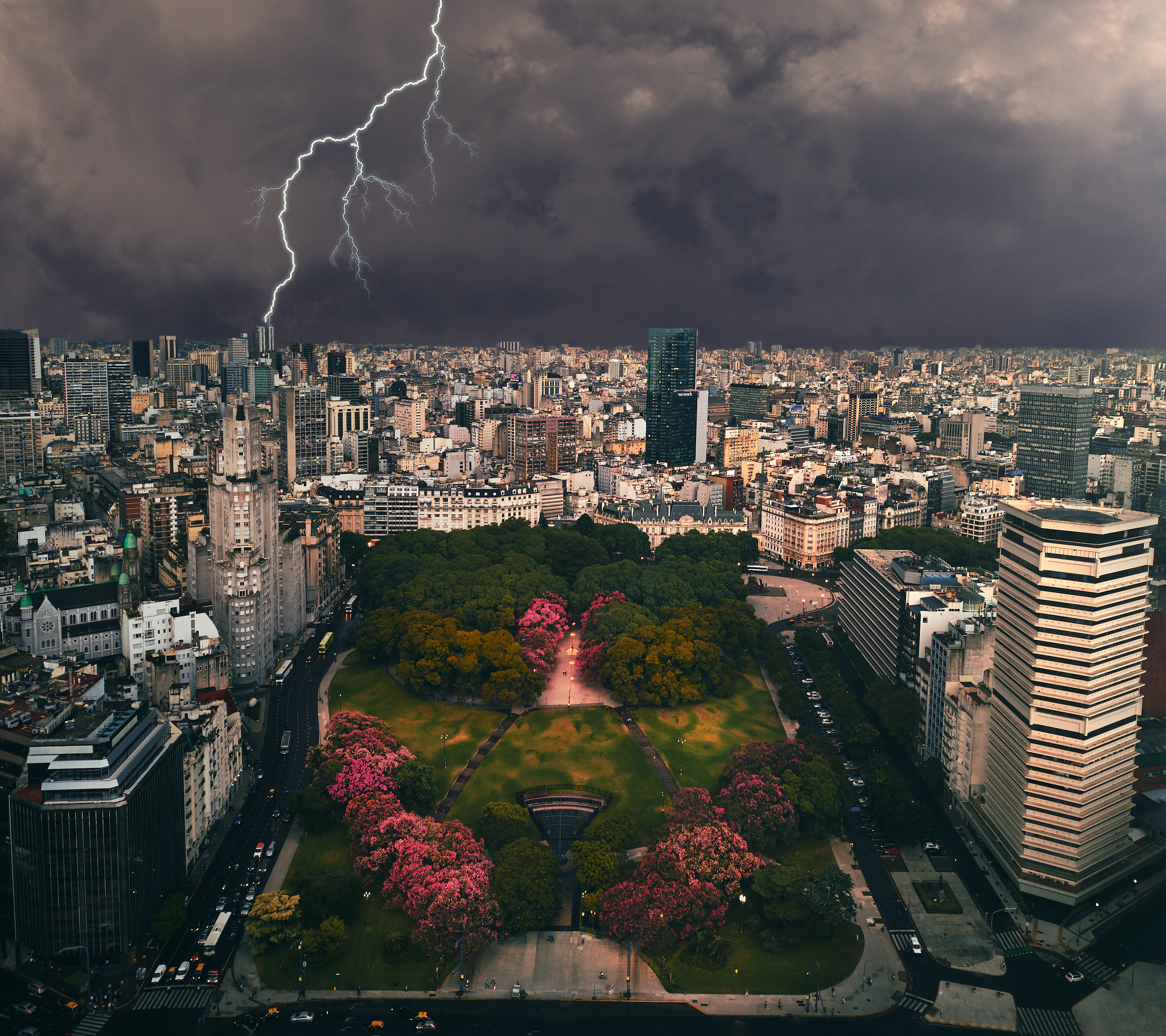
Oväder vid Plaza San Martín
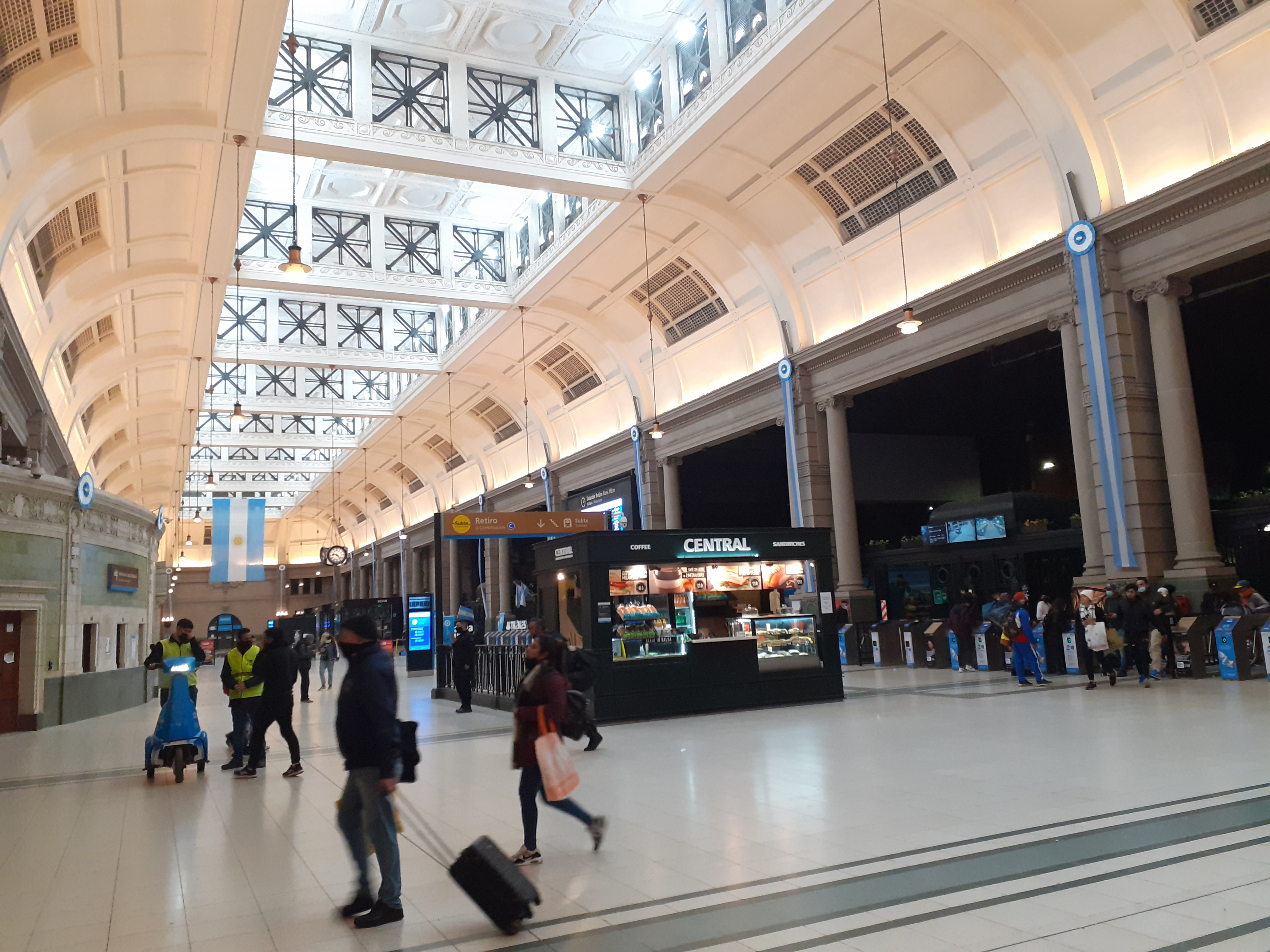
Estación Retiro

## Källa
- Engelska Wikipedia